# Padmini Rout
Padmini Rout (ur. 5 stycznia 1994 w Orisie) – indyjska szachistka, arcymistrzyni od 2010 roku.

## Kariera szachowa
Wielokrotnie reprezentowała Indie na mistrzostwach świata i Azji juniorek w różnych kategoriach wiekowych, największy sukces odnosząc w 2008 r. w Vung Tau, gdzie zdobyła złoty medal mistrzostw świata do 14 lat. Kolejny sukces odniosła w 2010 r. w Chotowej, zdobywając brązowy medal w mistrzostwach świata do 20 lat. Była również mistrzynią Azji juniorek do 12 (dwukrotnie), 14 (dwukrotnie) oraz 20 lat (Kolombo 2009).
Normy na tytuł arcymistrzyni wypełniła w Kolombo (2009), Kecskemet (2010, w turnieju tym odniosła pierwsze w życiu zwycięstwo nad arcymistrzem, którym był Zlatko Ilincić) oraz Bhubaneswarze (2010). 
Wielokrotnie reprezentowała Indie w turniejach drużynowych, m.in.:
- na olimpiadzie szachowej (w roku 2014); medalistka: indywidualnie – złota (2014 – na V szachownicy),
- trzykrotnie na drużynowych mistrzostwach świata (w latach 2011, 2013, 2015)[3],
- trzykrotnie na drużynowych mistrzostwach Azji (w latach 2009, 2012, 2014); pięciokrotna medalistka: wspólnie z drużyną – dwukrotnie srebrna (2012, 2014) oraz indywidualnie – dwukrotnie srebrna (2012 – na V szachownicy, 2014 – na V szachownicy) i brązowa (2009 – na III szachownicy)[4].

Najwyższy ranking w dotychczasowej karierze osiągnęła 1 marca 2015 r., z wynikiem 2454 punktów zajmowała wówczas 41. miejsce na światowej liście FIDE, jednocześnie zajmując 3. miejsce (za Humpy Koneru i Hariką Dronavalli) wśród indyjskich szachistek.